# Znacznik meta
Znaczniki meta (ang. meta elements) – zbiór znaczników w sekcji nagłówkowej dokumentu HTML; Używany do opisu jego zawartości, stosowany między innymi przy tworzeniu stron internetowych w formacie HTML oraz XHTML.
Za ich pomocą można przypisać danemu dokumentowi takie wartości, jak adres e-mail, imię i nazwisko autora strony, datę jej powstania, słowa kluczowe itp. Można również zadeklarować kodowanie strony.

## Meta znaczniki w SEO
- <meta name="title" /> – tytuł strony internetowej wyświetlany w wynikach wyszukiwarek internetowych. Jest czynnikiem rankingowym Google. Dzięki niemu roboty wyszukiwarki są w stanie zrozumieć, czego dotyczy strona internetowa[1].
- <meta name="keywords" /> –  tag zawierający słowa kluczowe określające stronę internetową[1]. Nie jest czynnikiem rankingowym, co oficjalnie potwierdziło Google w 2009 r.[3]
- <meta name="description" /> (meta opis) – krótki opis strony[1], który wyświetla się w SERP pod adresem domeny i <meta name="title" />[4]. Nie jest czynnikiem rankingowym w wyszukiwarce Google, jednak to meta tag, który Google potrafi zinterpretować[5]. Powszechnie utarło się, że meta opis powinien mieć 120—160 znaków[6][7], jednak w jego długości określa się nie liczbę znaków, a szerokość sumy znaków w pixelach[6]:
  - do 920 px na urządzeniach desktopowych;
  - do 680 px na urządzeniach mobilnych.